# Evasió o victòria
Evasió o victòria (original: Escape to Victory) és una pel·lícula estatunidenca de John Huston, estrenada el 1981 i doblada al català La trama se centra en un camp de presoners durant la Segona Guerra Mundial. La pel·lícula va ser dirigida per John Huston i protagonitzada per Michael Caine, Sylvester Stallone, Max von Sydow i Daniel Massey. La pel·lícula va ser molt seguida per la seva estrena: la protagonitzaven superestrelles de futbol com Bobby Moore, Osvaldo Ardiles, Kazimierz Deyna, Paul Van Himst, Mike Summerbee, Hallvar Thoresen i Pelé. Nombrosos jugadors de l'Ipswich Town F.C. eren també a la pel·lícula, incloent-hi John Wark, Russell Osman, Laurie Sivell, Robin Torner i Kevin O'Callaghan. Els altres jugadors de l'Ipswich Town substituïen actors en les escenes de futbol - Kevin Beattie per a Michael Caine, i Paul Cooper per a Sylvester Stallone. El guió va ser escrit per Yabo Yablonsky

## Argument
Durant la Segona Guerra Mundial, a l'estiu de 1943 al camp de Gensdorf, els presoners maten el temps jugant al futbol. El comandant del camp, un antic jugador internacional alemany, desitja que l'equip dels presoners, entrenat pel capità John Colby, s'enfronti a una selecció de soldats alemanys. Primer, en Colby ho refusa, però, de mica en mica, accepta la idea. Hi posa tanmateix dues condicions: que els seus jugadors gaudeixin d'un tractament de favor i que estiguin reunits en l'equip els millors jugadors de tots els camps de presoners. El partit ha de tenir lloc a Colombes, a França, i, aviat, un sorprenent projecte d'evasió es dibuixa al voltant del capità Robert Hatch, un americà a qui caldrà iniciar en la pilota rodona i que esdevindrà el guardià de l'equip…

## Repartiment
- Michael Caine: Capità John Colby
- Sylvester Stallone: Capità Robert Hatch
- Max von Sydow: Major Karl von Steiner
- Pelé: Caporal Luis Fernandez
- Bobby Moore: Terry Brady
- John Wark: Arthur Hayes
- Osvaldo Ardiles: Carlos Rey
- Kazimierz Deyna: Paul Wolchek
- Carole Laure: Renée
- Jean-François Stévenin: Claude
- Daniel Massey: Doctor Waldron
- Amidou: André
- Gary Waldhorn: Mueller
- Søren Lindsted: Erik Ball
- Anton Diffring: Comentarista esportiu
- Paul Van Himst: Michel Fileu
- Werner Roth: Baumann (capità de l'equip alemany)

## Premis
- Nominat al Golden Prize al Festival Internacional de Cinema de Moscou el 1981